# 前线任务系列
前线任务是由史克威爾（今史克威爾艾尼克斯）所出品的電子遊戲及相關媒體系列。該系列由土田俊郎创作，后来被史克威尔购入成为第6开发业务部的G-Craft开发。自首部《前线任务》1995年发行以来，系列已经涉入电影、漫画、小说、广播剧、手机应用及玩具等多种媒体。虽然系列最初为战略角色扮演游戏，但其通过衍生游戏已经涉足卷轴射击、即时战略、大型多人在线以及第三人称射击类型。前线任务电子游戏获得不大的成功，自《前线任务5 战争的伤痕》发售来，在全球售出300万套。
前线任务的主要卖点在于其叙事手法。系列情节发生在21和22世纪，围绕着强大超国家联盟及其成员国之间的冲突军事与紧张政治。虽然前线任务电子游戏使用自包含、独立的故事，但这些结合为完成整个系列的更大故事情节。在和其它媒体的故事结合中，系列具有一定程度故事深度，以及类似于连续剧的分镜剧本。前线任务的另一个主要标志是使用了大量名为“wanzers”（取自德语单词Wanderpanzer）的巨型机甲。

## 作品

### 电子游戏
| 1995 | 前线任务              |
| 1996 | 前线任务 枪之危机     |
| 1997 | 前线任务2             |
| 1997 | 前线任务 抉择         |
| 1998 |                       |
| 1999 | 前线任务3             |
| 2000 |                       |
| 2001 |                       |
| 2002 |                       |
| 2003 | 前线任务1st           |
| 2003 | 前线任务历史          |
| 2003 | 前线任务4             |
| 2004 |                       |
| 2005 | 前线任务2089          |
| 2005 | 前线任务Online        |
| 2005 | 前线任务5 战争的伤痕  |
| 2006 | 前线任务2089-II       |
| 2007 |                       |
| 2008 | 前线任务2089 疯狂边界 |
| 2009 |                       |
| 2010 | 前线任务 进化         |
| 2011 |                       |
| 2012 |                       |
| 2013 |                       |
| 2014 |                       |
| 2015 |                       |
| 2016 |                       |
| 2017 |                       |
| 2018 |                       |
| 2019 | 余生                  |

前线任务系列从1995年起，已经发行了11部电子游戏，七部为本传作品，另外四部为衍生作品。此外，系列还有几部电子游戏移植、重制与合辑。在2002年7月12日，《前线任务》的直接移植版发行于万代WonderSwan Color。一年后的2003年10月23日，游戏索尼PlayStation平台重制版《前线任务1st》发行。在发行后不久的2003年12月11日，合辑《前线任务历史》在日本发行。合计收录了《前线任务1st》重制版、修改版的《前线任务2》和《前线任务3》。《前线任务1st》的任天堂DS重制版于2007年5月22日发行。系列第二款重制游戏为《前线任务2089》的重制版《前线任务2089 疯狂边界》。该重制版于2008年5月29日在日本发行。
全部的前线任务游戏都在日本发行，但只有少量作品在日本外本地化。《前线任务3》是首部在北美和欧洲发行的游戏，发行日期分别为2000年3月22日和2000年8月11日。《前线任务4》是第二部英文本地化的游戏，于2004年6月15日在北美发行。三年之后的2007年，任天堂DS移植游戏《前线任务1st》在北美发行。《前线任务 进化》是首部在北美和欧洲本地化的衍生游戏，也是第四部在北美发行的游戏和第二部在欧洲发行的游戏。另外七部游戏未在日本以外官方发行。

### 其他产品
自1995年起，前线任务系列就衍生出了各种非电子游戏产品。系列有补充游戏世界观的长期连载漫画和小说。系列还有两部由Yoshihiko Dai执导真人电影，以及山口宏执导的十章广播剧，这些都扩展补充了前线任务的世界观。银河万丈、鹤弘美、达克斯·格里芬、丹尼尔·基顿和蒂娜·科特等人参与了这些产品的演出。除了这些媒体外，系列还有各种书籍、玩具和以前线任务品牌名发行的原声音乐。

## 开发
前线任务系列有两类作品，一类以数字做标题，一类以非数字做标题。数字标题前线任务作品皆为战略角色扮演游戏。其它非数字前线任务作品则为各类型的衍生作品。四部衍生作品为四种不同类型游戏。《前线任务枪之危机》为卷轴射击游戏，《前线任务 抉择》为即时战略游戏，《前线任务Online》为大型多人在线游戏，最新的《前线任务 进化》为带有铁道射击元素的第三人称射击游戏。
在2007年RPGamer对开发者坂本浩一的采访中，他称开发团队在未来作品中会对即时战斗和回合制的结合产生兴趣。